# 장기면 (공주시)
장기면(長岐面)은 세종특별자치시의 장군면 중·남부와 동(洞) 지역 일부, 공주시 금강 이북의 동 지역 대부분의 옛 행정구역이다.

## 연혁
1914년의 행정구역과 현재의 행정구역 비교
| 1914년          | 1914년 | 현재                  | 현재 |
| --------------- | --- | --------------------- | --- |
| 면              | 리 | 시·면                 | 동·리 |
| 장기면 (長岐面) | 금암리, 대교리, 도계리, 봉안리, 산학리, 은용리, 평기리, 하봉리                                                      | 세종특별자치시 장군면 | 금암리, 대교리, 도계리, 봉안리, 산학리, 은용리, 평기리, 하봉리                                                              |
| 장기면 (長岐面) | 나성리 일부, 당암리 일부, 당암리 일부, 제천리 일부, 제천리 일부, 제천리 일부, 송원리 일부, 송원리 일부, 송원리 일부 | 세종특별자치시        | 나성동 일부, 한솔동 일부, 다정동 일부, 새롬동 일부, 고운동 일부, 다정동 일부, 종촌동 일부, 새롬동 일부, 한솔동 일부, 가람동 |
| 장기면 (長岐面) | 동현리, 송선리, 장암리                                                                                              | 공주시                | 동현동, 송선동, 석장리동 |

- 1973년 7월 1일 : 나성리, 송원리가 연기군 남면으로 이관되었다.
- 1983년 2월 15일 : 의당면 송정리 일부가 송문리로 개칭해 편입되었고, 장기면 무릉리·월송리·신관리·금흥리, 우성면 쌍신리·월미리가 공주읍으로 이관되었다.[3]
- 2011년 9월 15일 : 장기면 장암리를 석장리로 개칭하였다.[4]
- 2012년 7월 1일 : 세종특별자치시가 출범하여 장기면 대부분이 세종특별자치시에 편입되고, 면이 폐지되었다.

1. 공주시는 세종특별자치시에 편입되지 않은 장기면 3개 리(석장리, 동현리, 송선리)를 신관동(법정동 : 금흥동, 월송동, 무릉동, 신관동 일부) 일부와 합쳐 행정동인 월송동을 설치하였다.(1읍 9면 6동)[5]
2. 세종특별자치시는 장기면 일부 지역을 동(洞)으로 승격시키고, 나머지는 의당면 편입지 5개 리와 합쳐 장군면을 설치하였다.